# Associació Watauga

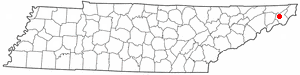
Localització de l'assentament Watauga en un mapa modern de Tennessee.

L'Associació Watauga (de vegades coneguda com la República de Watauga) va ser un govern semiautònom creat el 1772 per colons fronterers que vivien al llarg del riu Watauga, en el que avui dia és Elizabethton (Tennessee). Encara que va durar només uns pocs anys, l'Associació Watauga va proporcionar una base per a allò que més tard es va desenvolupar com l'estat de Tennessee i probablement va influir en altres governs de la frontera occidental a la regió més enllà dels Apalatxes. Carolina del Nord va annexar l'àrea d'assentaments de Watauga, aleshores coneguda com el Districte de Washington, el novembre de 1776. En un any, la zona es va col·locar sota un govern de comtat, convertint-se en el Comtat de Washington, el novembre de 1777.
Encara que no hi ha cap evidència que l'Associació Watauga hagués demanat d'estar fora del territori sobirà de l'Imperi Britànic, els historiadors sovint han citat l'Associació com l'intent més primerenc dels colons nascuts a l'Amèrica del Nord per formar un govern democràtic independent. El 1774, el governador de Virgínia Lord Dunmore va dir que l'Associació Watauga era un "exemple perillós" de nord-americans que formaven un govern "diferent i independent de l'autoritat de sa majestat". El president Theodore Roosevelt va escriure més tard que els colons de Watauga eren els "primers homes nascuts a l'Amèrica del Nord que van establir una comunitat lliure i independent al continent". Encara que no s'ha trobat mai cap còpia del conveni dels pobladors (conegut com els Articles de l'Associació Watauga), els documents relacionats tendeixen a implicar que els pobladors de Watauga seguien considerant-se subjectes britànics, fins i tot després que haguessin començat les hostilitats inicials de la Revolució Americana.